# Mark Koevermans
Mark Koevermans (* 3. Februar 1968 in Rotterdam) ist ein ehemaliger niederländischer Tennisspieler.

## Karriere
Koevermans wurde 1987 Tennisprofi, im darauf folgenden Jahr errang er seinen ersten Turniersieg im Einzel auf der ATP Challenger Tour. Zudem gewann er an der Seite von Igor Flego die Doppelwettbewerbe der Challenger-Turniere von Travemünde und Tampere. 1989 Jahr stand er im Finale der Challenger-Turniere von Agadir und Casablanca, bei letzterem gewann er die Doppelkonkurrenz zusammen mit Josef Čihák. 1990 feierte er seinen einzigen Einzeltitel auf der ATP World Tour in Athen, zudem stand er dreimal in einem ATP-Doppelfinale. Im darauf folgenden Jahr gelang ihm in Athen an der Seite von Jacco Eltingh sein erster Doppeltitel auf der ATP Tour; einen weiteren Titel gewann er mit Paul Haarhuis, mit dem er häufig und sehr erfolgreich zusammenspielte. Sie gewannen zusammen drei Turniere, darunter das Masters-Turnier in Hamburg, und standen bei sieben weiteren Turnieren im Finale, darunter zweimal beim Masters-Turnier von Monte Carlo. Insgesamt gewann Koevermans in seiner Karriere vier Doppeltitel, zwölf weitere Male stand er in einem Doppelfinale. Seine höchsten Notierungen in der ATP-Weltrangliste erreichte er 1991 mit Position 37 im Einzel sowie 1993 mit Platz 24 im Doppel.
Sein bestes Einzelergebnis bei einem Grand-Slam-Turnier war der Einzug ins Achtelfinale von Wimbledon im Jahr 1990, sein bestes Resultat in der Doppelkonkurrenz die Halbfinalteilnahme bei den French Open im selben Jahr.
Koevermans spielte zwischen 1988 und 1993 neun Einzel- sowie sechs Doppelpartien für die niederländische Davis-Cup-Mannschaft. Sein größter Erfolg mit der Mannschaft war eine Viertelfinalteilnahme 1993 (Weltgruppe) gegen Schweden; er verlor das Doppel an der Seite von Paul Haarhuis. Bei den Olympischen Spielen 1992 in Barcelona trat er im Einzel und im Doppel für die Niederlande an. Mit Paul Haarhuis musste er sich in der ersten Runde den späteren Bronzemedaillengewinnern aus Kroatien, Goran Ivanišević und Goran Prpić geschlagen geben. Im Einzel erreichte er die dritte Runde, in der er Jaime Oncins unterlag.

## Erfolge
| Legende                       |
| Grand Slam                    |
| Tennis Masters Cup            |
| ATP Masters Series (1)        |
| ATP International Series Gold |
| ATP International Series (4)  |
| ATP Challenger Tour (10)      |

### Einzel

#### Turniersiege

##### ATP Tour
| Nr. | Datum           | Turnier | Belag | Finalgegner  | Ergebnis      |
| --- | --------------- | ------- | ----- | ------------ | ------------- |
| 1.  | 7. Oktober 1990 | Athen   | Sand  | Franco Davín | 5:7, 6:4, 6:1 |

##### Challenger Tour
| Nr. | Datum          | Turnier | Belag | Finalgegner   | Ergebnis |
| --- | -------------- | ------- | ----- | ------------- | -------- |
| 1.  | 20. Juni 1988  | Salou   | Sand  | Sergio Cortés | 6:0, 6:2 |
| 2.  | 16. April 1990 | Porto   | Sand  | Franco Davín  | 6:3, 6:3 |

### Doppel

#### Turniersiege

##### ATP Tour
| Nr. | Datum           | Turnier   | Belag | Partner       | Finalgegner                     | Ergebnis      |
| --- | --------------- | --------- | ----- | ------------- | ------------------------------- | ------------- |
| 1.  | 6. April 1991   | Estoril   | Sand  | Paul Haarhuis | Tom Nijssen Cyril Suk           | 6:3, 6:3      |
| 2.  | 5. Oktober 1991 | Athen     | Sand  | Jacco Eltingh | Menno Oosting Olli Rahnasto     | 5:7, 7:6, 7:5 |
| 3.  | 25. Juli 1992   | Hilversum | Sand  | Paul Haarhuis | Mårten Renström Schweden        | 6:7, 6:1, 6:4 |
| 4.  | 8. Mai 1993     | Hamburg   | Sand  | Paul Haarhuis | Grant Connell Patrick Galbraith | 6:4, 6:7, 7:6 |

##### Challenger Tour
| Nr. | Datum           | Turnier        | Belag | Partner                | Finalgegner                          | Ergebnis      |
| --- | --------------- | -------------- | ----- | ---------------------- | ------------------------------------ | ------------- |
| 1.  | 4. Juli 1988    | Travemünde     | Sand  | Igor Flego             | Brett Dickinson Jean-Marc Piacentile | 6:4, 6:7, 6:3 |
| 2.  | 11. Juli 1988   | Tampere (1)    | Sand  | Igor Flego             | Mika Hedman Veli Paloheimo           | 6:4, 6:1      |
| 3.  | 6. März 1989    | Casablanca     | Sand  | Josef Čihák            | Marcelo Ingaramo Christian Miniussi  | 6:4, 6:4      |
| 4.  | 16. Juli 1990   | Tampere (2)    | Sand  | Jan Siemerink          | Massimo Cierro Tobias Svantesson     | 6:1, 6:2      |
| 5.  | 3. Februar 1992 | Jakarta        | Sand  | Leonardo Lavalle       | Jacco Eltingh Tom Kempers            | kampflos      |
| 6.  | 1. Februar 1993 | Punta del Este | Sand  | Jean-Philippe Fleurian | William Kyriakos Fernando Meligeni   | 6:4, 6:1      |
| 7.  | 8. Februar 1993 | Mar del Plata  | Sand  | Jean-Philippe Fleurian | Andrei Merinow Laurence Tieleman     | 6:3, 6:3      |
| 8.  | 21. März 1994   | Agadir         | Sand  | Sláva Doseděl          | Bernd Karbacher Tomas Nydahl         | 6:7, 6:3, 7:6 |

#### Finalteilnahmen
| Nr. | Datum            | Turnier                 | Belag       | Partner           | Finalgegner                        | Ergebnis      |
| --- | ---------------- | ----------------------- | ----------- | ----------------- | ---------------------------------- | ------------- |
| 1.  | 30. Juni 1989    | Hilversum (1)           | Sand        | Paul Haarhuis     | Tomás Carbonell Diego Pérez        | kampflos      |
| 2.  | 11. März 1990    | Casablanca              | Hartplatz   | Paul Haarhuis     | Todd Woodbridge Simon Youl         | 3:6, 1:6      |
| 3.  | 29. Juli 1990    | Hilversum (2)           | Sand        | Paul Haarhuis     | Sergio Casal Emilio Sánchez        | 5:7, 5:7      |
| 4.  | 22. Oktober 1990 | São Paulo               | Teppich     | Luiz Mattar       | Shelby Cannon Alfonso Mora         | 7:6, 3:6, 6:7 |
| 5.  | 6. Januar 1991   | Adelaide                | Hartplatz   | Paul Haarhuis     | Wayne Ferreira Stefan Kruger       | 4:6, 6:4, 4:6 |
| 6.  | 28. April 1991   | Monte Carlo Masters (1) | Sand        | Paul Haarhuis     | Luke Jensen Laurie Warder          | 7:5, 6:7, 4:6 |
| 7.  | 1. März 1992     | Rotterdam               | Teppich (i) | Paul Haarhuis     | Marc-Kevin Goellner David Prinosil | 2:6, 7:6, 6:7 |
| 8.  | 21. Juni 1992    | Genua                   | Sand        | Paul Haarhuis     | Shelby Cannon Greg Van Emburgh     | 1:6, 1:6      |
| 9.  | 5. Oktober 1992  | Athen                   | Sand        | Marcelo Filippini | Tomás Carbonell Francisco Roig     | 3:6, 4:6      |
| 10. | 12. Oktober 1992 | Tel Aviv                | Hartplatz   | Tobias Svantesson | Mike Bauer João Cunha e Silva      | 3:6, 4:6      |
| 11. | 25. April 1993   | Monte Carlo Masters (2) | Sand        | Paul Haarhuis     | Stefan Edberg Petr Korda           | 6:3, 2:6, 6:7 |
| 12. | 7. Juni 1993     | Florenz                 | Sand        | Greg Van Emburgh  | Tomás Carbonell Libor Pimek        | 6:7, 6:2, 1:6 |
| 13. | 14. Juni 1993    | Genua                   | Sand        | Greg Van Emburgh  | Sergio Casal Emilio Sánchez        | 3:6, 6:7      |